# Cândido Mota
Cândido Mota este un oraș în São Paulo (SP), Brazilia.